# Farbrausch
Farbrausch (от нем. farbe — цвет и rausch — опьянение) — известная немецкая демогруппа, прославившаяся в первую очередь благодаря своему 64-килобайтному интро конца 2000 года под названием «fr-08 .the .product».
Группа отличается крайней скрупулёзностью в оптимизации размера своих работ. Яркий тому пример — вышеупомянутая демка fr-08, в которой, благодаря техникам процедурного текстурирования, моделирования и анимации, качественного программного синтезатора, а также компрессора kkrunchy — удалось реализовать полноценное 11-минутное аудиовизуальное представление, при наихудших условиях (полное отсутствие компрессии) потребовавшее бы объёма около 2 Гбайт для хранения используемой информации.
В 2004 году подразделением Farbrausch theprodukkt была выпущена полнофункциональная компьютерная игра в жанре шутера от первого лица под названием .kkrieger. Главной особенностью данной игры является то, что при сравнительно высоком технологическом уровне её объём составляет всего 96 килобайт. В этом же году группа выпускает и специализированный инструмент для создания демок — .werkkzeug.
Группа является обладателем многих наград (в том числе первые места на таких демопати, как Mekka & Symposium, Breakpoint и The Ultimate Meeting) и занимает одну из лидирующих позиций согласно рейтингу ресурса pouët.net.
Farbrausch также известны включением номера релиза (вида «fr-0#») в названия своих работ. Также имеются работы, названные в стиле fr-minus-0#, не предназначенные для публикации на демопати.
В 2009 году Farbrausch, вновь под названием .theprodukkt, выпустили .detuned, интерактивное демо для PlayStation 3.

## Состав группы
| - Alex «freQvibez» Brem — музыкант/художник - Benjamin «acryd» Bär — организатор - Benjamin «BeRo» Rosseaux — программист/музыкант - Christoph «giZMo» Mütze — художник - David «Bombe» Roden — программист/монтажник - Dennis «exoticorn» Ranke — программист - Dierk «chaos» Ohlerich — программист - Dirk Oliver «doj» Jagdmann — программист - Fabian «ryg» Giesen — программист/художник - Felix «yoda» Bohmann — основатель/программист/веб-мастер/дизайнер - Frank «franky» Baumgartner — программист/музыкант - Frauke «fashion» Bönsch — художник - Jan «chaotic» Winters — музыкант/художник - Jan «jco» Obergfell — музыкант/художник | - Kai «cp» Pöthkow — художник - Leonard «paniq» Ritter — музыкант/художник/программист - Lexx «.reEto» Schaefer — музыкант/художник - Marco «crash» Schultz — программист - Matti «melwyn» Palosuo — музыкант - Michael «rawstyle» Krause — программист/музыкант - Nils «torus» Pipenbrinck — программист - Peter «entropy» Koen — программист - Ronny «rp» Pries — основатель/музыкант/художник - Sebastian «wayfinder» Grillmaier — музыкант/художник - Tammo «kb» Hinrichs — основатель/программист/музыкант - Thomas «fiver2» Mahlke — художник - Timo «visualice» Harju — художник |

## Созданные инструменты
Данной группой, а также ответвившейся от неё .theprodukkt было создано значительное число инновационных инструментов для разработки демороликов. Из них далеко не все были выпущены в свет, а использовались только внутри группы.
- fvs32 — Farbrausch Visual System
- RauschGenerator
- .werkkzeug — основная программа, используемая группой. Существует несколько разновидностей/версий:
  - .werkkzeug 1.201 — выпущен в свет 14 июня 2004 года
  - .werkkzeug 3
  - .werkkzeug 3 texture edition — вышедшая в свет 7 мая 2007 года значительно ограниченная в функциональности версия werkkzeug 3
  - .werkkzeug for mobile
  - .werkkzeug 4
- kkrunchy — упаковщик исполняемых файлов, нацеленный на сжатие 64 kb интро. Вначале был модифицированной версией UPX, затем стал независимой разработкой.
- kkapture — программа для скринкастинга демок в формат AVI.
- V2 Synthesizer System — звуковая система Farbrausch, первая версия выпущена в 2004 году, последняя на данный момент версия — 1.5. Исходный код был закрыт до 2011 года.
- BR404 Software Synthesizer — ещё одна звуковая система, созданная Benjamin Rosseaux на основе закрытого исходного кода V2.
- Altona — фреймворк, применяющийся в .werkkzeug 4 и некоторых других разработках Farbrausch.

## Выпущенные в свет демо-ролики и награды за них
| Название                  | Тип релиза   | Награды |
| ------------------------- | ------------ | --- |
| fr-05: konsum             | демо         | 2-е место на Evoke 2000 |
| fr-06: black 2000         | демо         | 1-е место на Dialogos 2000 |
| fr-08: .the .product      | 64 Кб        | 1-е место на The Party 2000 |
| fr-010: art               | 64 Кб        | 1-е место на Mekka & Symposium 2001 |
| fr-011: ms2001 invitation | 64 Кб        | 1-е место на Mekka & Symposium 2001 |
| fr-012: kapital           | демо         | 4-е место на Mekka & Symposium 2001 |
| fr-013: flybye            | 64 Кб        | для The Party 2001 |
| fr-018: aGb               | демо для GBA | 1-е место на Woest 2002 (мегадемо) |
| fr-019: poem to a horse   | 64 Кб        | 1-е место на Mekka & Symposium 2002, награды scene.org — лучшее интро и лучшие эффекты 2002; лучший продукт, показанный на SIGGRAPH                     |
| fr-020: in control        | демо         | 3-е место на Mekka & Symposium 2002 |
| fr-022: ein.schlag        | 64 Кб        | 2-е место на Mekka & Symposium 2002 |
| fr-024: welcome to…       | 64 Кб        | 2-е место на 0a000h 2003 |
| fr-025: the.popular.demo  | демо         | 1-е место на Breakpoint 2003, призёр scene.org — общественный выбор 2003, номинации — лучшие эффекты, лучшее демо, & лучший саундтрек 2003              |
| fr-029: dopplerdefekt     | 64 Кб        | 1-е место на The Ultimate Meeting 2002, номинация scene.org — самая оригинальная концепция 2002                                                         |
| fr-030: candytron         | 64 Кб        | 2-е место на Breakpoint 2003, призёр scene.org — лучшее интро 2003 года                                                                                 |
| fr-031: faded memories    | демо         | 12-е место на Assembly 2003, номинация scene.org — лучшая графика 2003 года                                                                             |
| fr-034: time index        | 64 Кб        | 2-е место на Simulaatio 2003, номинация scene.org — лучшее интро 2003 года                                                                              |
| fr-036: zeitmaschine      | демо         | 1-е место на The Ultimate Meeting 2003 |
| fr-037: the code inside   | демо         | для Breakpoint 2004 |
| fr-038: theta             | демо         | 2-е место на The Ultimate Meeting 2004 |
| fr-039: collage faction   | мегадемо     | 2-е место на Breakpoint 2004 |
| fr-040                    | 4 Кб         | 8-е место на Breakpoint 2004 |
| fr-041: debris.           | демо         | 1-е место на Breakpoint 2007, scene.org award winner — лучшее направление 2007 года, номинации — лучшее демо, лучшая графика, выбор общественности 2007 |
| fr-043: rove              | демо         | 2-е место на Breakpoint 2010 |
| fr-044: patient zero      | 64 Кб        | 1-е место на Simulaatio 2005 |
| fr-045: life after        | демо         | 11-е место на Breakpoint 2005 |
| fr-046: Basso Continuo    | демо         | 4-е место на Evoke 2005 |
| fr-048: precision         | 64 Кб        | 4-е место на Assembly 2006 |
| fr-049: of spirits taken  | демо         | для Breakpoint 2006 |
| fr-052: platinum          | 64 Кб        | 1-е место на The Ultimate Meeting 2006 |
| fr-055: 828               | демо         | 1-е место на Icons 2007 |
| spidr                     | игра (96 Кб) | 1-е место на Breakpoint 2009 (номинация — лучшая игра)                                                                                                  |